# 제이 윌리엄스 (1872년)
제이 폴 윌리엄스(Jay Paul Williams, 1872년 9월 23일 ~ 1938년 7월 4일)는 미국 해군 부사관 시절 청나라 의화단 운동에 참전한 예비역 미국 해군 원사 출신 외교관 겸 정치가이다.

## 생애

### 어린 시절과 그 후 군 생활
미국 인디애나 주 올랜드에서 출생하였으며 지난날 한때 미국 워싱턴에서 잠시 유아기를 보낸 적이 있는 그는 1891년 미국 해군 입대하여 해군 함선 예하 사병 복무하였고 훗날 부사관 계급에도 올랐으며 세계 국가를 미국 해군 함선으로 횡단한 그는 1899년에서 1901년까지는 의화단 운동에도 2년간 참전하였으며 그 후 미국에 귀국한 그는 1908년 1월 8일을 기하여 미국 해군 원사 예편하였다. 그 후 괌 총독 예하 비서관직, 하와이 총독 비서관직을 지낸 그는 1911년 외교행정직에서도 은퇴하였다.

### 정치 은퇴 이후
1912년 이후 캐나다 온타리오 주 오타와, 포르투갈 리스본, 스페인 마드리드, 영국 런던, 지브롤터, 중화민국 장쑤 성 상하이, 중화민국 타이완 성 타이베이, 오스트레일리아 캔버라, 뉴질랜드 웰링턴, 홍콩, 마카오에서 지냈고 특히 중화민국 장쑤 성 상하이와 중화민국 타이완 성 타이베이 거주 시절 리상메이(李上美, 이상미)라는 중국어 이름을 사용하였고 홍콩과 마카오 시절 리 닉슨(李Nixon(이닉슨), Lee Nixon)이라는 이름을 사용한 그는 그 후 1923년 미국에 귀국하였으며 그 후 미국에서 해운업체 부대표, 항공업체 부대표 등을 지내다가 그만두었으며 1938년에 별세하였다.